# Kenny Cunningham (labdarúgó, 1985)
Kenny Cunningham (San José, 1985. június 7. –) Costa Rica-i válogatott labdarúgó.
A costa Rica-i válogatott tagjaként részt vett a 2013-as CONCACAF-aranykupán.

## Statisztika
| Costa Rica-i válogatott | Costa Rica-i válogatott | Costa Rica-i válogatott |
| Időszak                 | Mérk.                   | gól                     |
| ----------------------- | ----------------------- | ----------------------- |
| 2011                    | 2                       | 1                       |
| 2012                    | 1                       | 0                       |
| 2013                    | 8                       | 0                       |
| 2014                    | 2                       | 0                       |
| Összesen                | 13                      | 1                       |